# Vou, veri, vou
Vou, veri, vou (també coneguda amb el nom del primer vers: Horabaixa post es sol) és una cançó de bressol que data de l'any 1887, amb lletra de Mateu Obrador i música del mestre i músic Honorat Noguera i Aulí (1822-1890), que malauradament es coneix més per ser pare del famós músic Antoni Noguera i Balaguer que no pels mèrits propis.
Es tracta d'un exemple clar d'una cançó creada per un autor conegut i que el poble ha fet seva amb els anys. Tot i ser l'anonimat una característica comú en les tonades populars, cançons com S'estrella de s'auba, de Miquel Tortell amb lletra de Marià Aguiló, o el mateix Vou, veri, vou d'Honorat Noguera han esdevingut cançons populars, habituals en festivitats arreu de l'illa i conegudes per tothom.
Vou-veri-vou és, també, la denominació vulgar que es dona a les cançons de bressol (altrament anomenat vou o bres). Són molt notables per la seva naturalesa pròpia d'aquestes illes i per la seva tendra melodia. Caracteritzades igualment per la nuesa del seu cant, desproveït d'acompanyament, a no ser del renou produït pel bransoleig del bressol o a un cert moviment de vaivé que, per tal de complir millor l'objectiu d'adormir-los, fan els qui canten, tot produint un bateg regular (toc-toc) amb les potes de la cadira balancejada.
Així com passa amb altres càntics populars, com les cançons de treball o les tonades de glosar, les cançons de bressol, al no constar generalment d'un acompanyament instrumental ni harmònic i ser cantades a veu nua, no tenen una tonalitat específica, ja que aquesta és adaptada a la veu de cadascú que la canta. El que sí podem dir, no obstant, és que es tracta d'un cant en mode menor. La tornada, que comença en el seu relatiu major, acaba retornant a la tonalitat primera. L'estructura consta, només, d'una estrofa, amb rimes consonants ABBA, i d'una tornada la meitat de llarga. Així, l'estrofa es perllonga quatre compassos (un per cada vers), mentre que la tornada només en dura dos (un pel primer vers i un pels dos següents).

## Lletra
Horabaixa post es sol

plorinyava l'infantó;

no ploreu, angelet, no,

que mumareta no ho vol.

Noninó, noninó,

una engronsadeta

pes nin petitó.